# علم براكين الزهرة

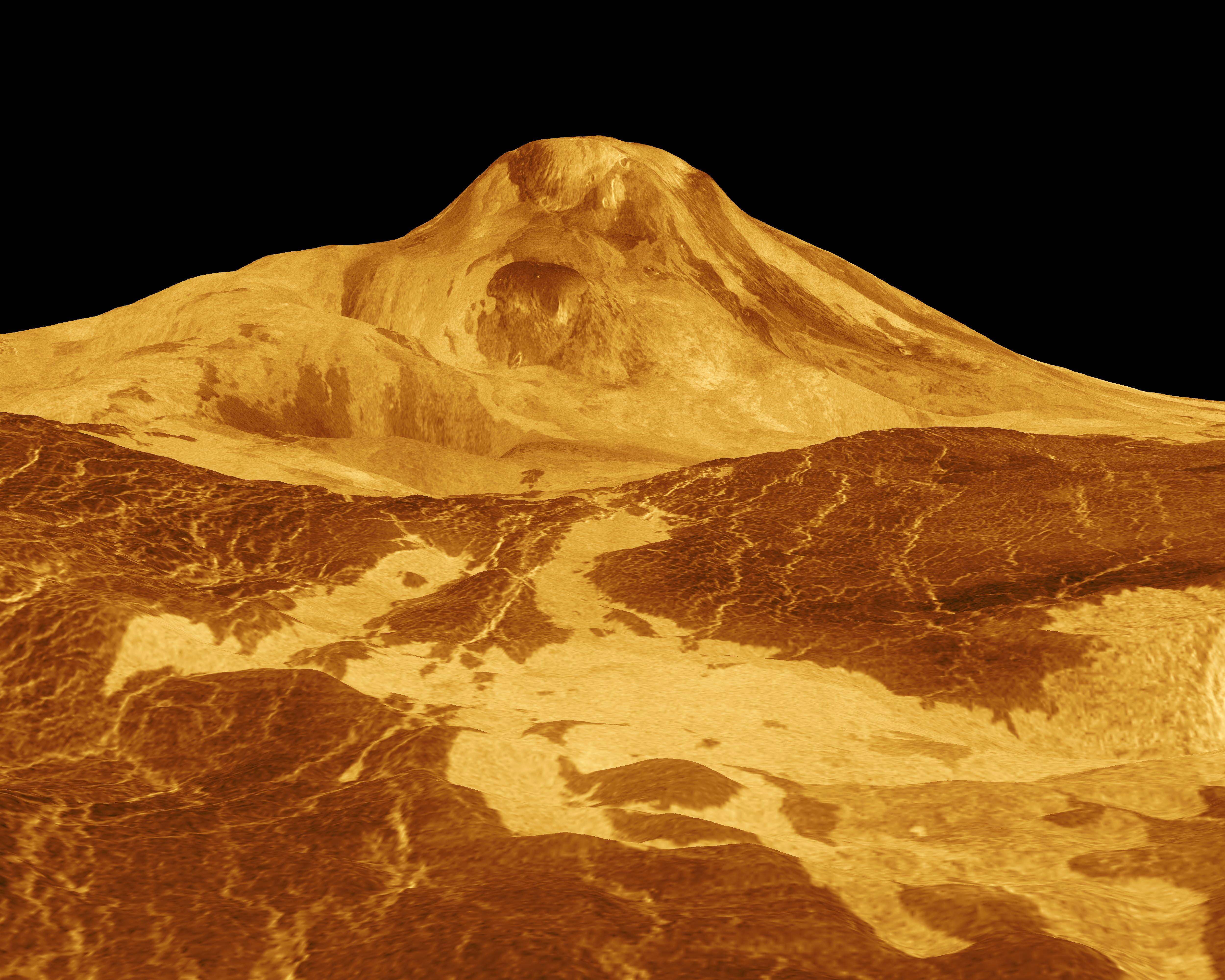
بركان مآت مونز بارتفاع 8 كيلومترات على سطح الزهرة، مشهد من منظور سطح الكوكب مبني على معلومات مسبار ماجلان الرادارية.

تنتشر براكين على سطح كوكب الزهرة أكثر من أي كوكب آخر في النظام الشمسي. عندما قام مسبار ماجلان بتخطيط 98% من سطح الزهرة بواسطة الرادار بين عامي 1990 و1994 كشف أن معظم سطح الزهرة يتألف من تضاريس تشكّلت بفعل الحمم. حيث أظهر أدلة على وجود نشاط تكتوني وتدفّقات للحمم في الماضي على سطح الزهرة أكثر من أي كوكب آخر في النظام الشمسي (بما في ذلك الأرض). ويتكوّن سطحه كنتيجة لهذا بنسبة 90% من البازلت، و80% من مساحته مغطّاة بسهول بركانية، وهذا يدعو العلماء للاعتقاد بأن الحمم لعبت دوراً كبير وهاماً في تشكيل سطح الكوكب. وربما تعرّض الكوكب لعمليّة تبديل سطح هائلة قبل 500 مليون سنة بفعل تدفّق الحمم، حيث استبدل سطحه القديم بسطح جديد ذا تضاريس مختلفة، وقد اُستنتج ذلك من عدم اختلاف كثافة الفوهات الصدمية بين مناطق الكوكب.
في شهر نيسان/أبريل من عام 2010 اكتشفت للمرّة الأولى آثار لتدفّق حمم جديث نسبياً على سطح الزهرة، والذي أوحى للفلكيّين بأن كوكب الزهرة ربما ما زال نشطاً جيولوجياً وبركانياً. وتُظهر الدراسات أن البراكين على الزهرة تدفقت قبل مدة تتراوح بين بضعة مئات من السنين و2.5 مليون سنة، وهي مدة قصيرة بالمقاييس الفلكيّة، وهذا يجعل الزهرة واحدا من العوالم القليلة في النظام الشمسي التي حدث عليها نشاط بركاني ضمن الثلاثة ملايين سنة الأخيرة. وقد جاء الدليل الذي أدى إلى الاكتشاف من مسبار لإيسا يدور حول الزهرة منذ عام 2006، وقد أضيفت إلى معلوماته معلومات طوبوغرافيّة من «مسبار ماجلان» الذي أطلقته ناسا عام 1990.